# William Rubio
 (mars 2016).
Si vous disposez d'ouvrages ou d'articles de référence ou si vous connaissez des sites web de qualité traitant du thème abordé ici, merci de compléter l'article en donnant les références utiles à sa vérifiabilité et en les liant à la section « Notes et références ».
William Rubio, né le 14 juillet 1971, est un ancien pilote de Supersport et d'Enduro.
William Rubio  été l'un des premiers pilotes de mpSupermotard Européens à détenir deux titres français et un italien. Il a également participé aux championnats du monde et européen jusqu'en 2003.

## Palmarès
- 1992 : 3e position au Superbiker de Mettet (Belgique)
- 1993 : 2e position Championnat de France de Supermotard
- 1993 : 2e position au Superbiker de Mettet (Belgique)
- 1994 : 2e position Championnat de France de Supermotard
- 1996 : Champion de France de Supersport
- 1996 : 3e position au Superbiker de Mettet (Bel)
- 1997 : Vainqueur du Trophée National Supermoto en 400 cm3 (Italie)
- 1997 : 2e position Championnat de France de Supermotard en 400 cm3
- 1998 : Vainqueur de la coupe d'Italie de Supermoto classe Prestige (sur Husqvarna)
- 1998 : Champion de France de Supermoto 400 cm3 (sur Husqvarna)
- 1998 : Champion de France de Supermoto classe Prestige (sur Husqvarna)
- 1999 : 6e position  Championnat de France de Supermotard classe 400 cm3 (sur Husqvarna)
- 1999 : 3e position Championnat de France de Supermotard classe Prestige (sur Husqvarna)
- 1999 : 6e position Championnat Européen de Supermotard (sur Husqvarna)
- 1999 : 4e position au Guidon d'Or de Paris circuit Carole (sur Husqvarna)
- 2000 : 2e position Championnat Italien de Supermoto classe Sport (sur Husqvarna)
- 2000 : 2e position Championnat Italien de Supermoto classe Prestige (sur Husqvarna)
- 2000 : 5e position Championnat de France deSupermoto classe 400 cm3 (sur Husqvarna)
- 2000 : 3e position Championnat de France de Supermoto classe Prestige (sur Husqvarna)
- 2000 : 4e position Championnat Européen de Supermoto (sur Husqvarna)
- 2001 : 5e position Championnat de France de Supermoto classe 400 cm3 (sur Husqvarna)
- 2001 : 3e position Championnat de France de Supermoto classe Prestige (sur Husqvarna)
- 2001 : 5e position Championnat Européen de Supermoto (sur Husqvarna)
- 2002 : 7e position Championnat Européen de Supermoto (sur Husqvarna)
- 2002 : 3e position Championnat du Monde de Supermoto (sur Husqvarna)
- 2003 : 10e position Championnat du Monde de Supermoto (sur Husqvarna)
- 2003 : 8e position Extrème Supermotard de Bologne (sur Husqvarna)